# NBA Playoffs 1964
Gli NBA Playoffs 1964 si conclusero con la vittoria dei Boston Celtics (campioni della Eastern Division) che sconfissero i campioni della Western Division, i San Francisco Warriors.

## Squadre qualificate

### Eastern Division
1. Boston Celtics
2. Cincinnati Royals
3. Philadelphia 76ers

### Western Division
1. S.F. Warriors
2. St. Louis Hawks
3. L.A. Lakers

## Tabellone
|  | Semifinali di Division | Semifinali di Division | Semifinali di Division |                   |                 | Finali di Division | Finali di Division | Finali di Division |  |  | Finali NBA | Finali NBA | Finali NBA |  |
|  |                        |                        |                        |                   |                 |                    |                    |                    |  |  |            |            |            |  |
|  |                        |                        |                        |                   |                 | 1                  | S.F. Warriors *    | 4                  |  |  |            |            |            |  |
|  |                        |                        |                        |                   |                 | 1                  | S.F. Warriors *    | 4                  |  |  |            |            |            |  |
|  |                        |                        | 2                      | St. Louis Hawks   | 3               |                    |                    |                    |  |  |            |            |            |  |
|  | 3                      | L.A. Lakers            | 2                      | St. Louis Hawks   | 3               | 2                  |                    |                    |  |  |            |            |            |  |
|  | 3                      | L.A. Lakers            |                        |                   |                 |                    |                    |                    |  |  |            |            |            |  |
|  | 2                      | St. Louis Hawks        | 3                      |                   |                 |                    |                    |                    |  |  |            |            |            |  |
|  | 2                      | St. Louis Hawks        | 3                      |                   | S.F. Warriors * | S.F. Warriors *    | 1                  |                    |  |  |            |            |            |  |
|  |                        |                        |                        |                   |                 |                    |                    |                    |  |  |            |            |            |  |
|  |                        |                        | Boston Celtics *       | Boston Celtics *  | 4               |                    |                    |                    |  |  |            |            |            |  |
|  |                        |                        |                        | Boston Celtics *  | 4               |                    |                    |                    |  |  |            |            |            |  |
|  |                        |                        |                        |                   |                 |                    |                    |                    |  |  |            |            |            |  |
|  |                        |                        |                        |                   |                 |                    |                    |                    |  |  |            |            |            |  |
|  |                        | 1                      | Boston Celtics *       | 4                 |                 |                    |                    |                    |  |  |            |            |            |  |
|  |                        |                        |                        | 4                 |                 |                    |                    |                    |  |  |            |            |            |  |
|  |                        |                        | 2                      | Cincinnati Royals | 1               |                    |                    |                    |  |  |            |            |            |  |
|  | 3                      | Philadelphia 76ers     | 2                      | Cincinnati Royals | 1               | 2                  |                    |                    |  |  |            |            |            |  |
|  | 3                      | Philadelphia 76ers     |                        |                   |                 |                    |                    |                    |  |  |            |            |            |  |
|  | 2                      | Cincinnati Royals      | 3                      |                   |                 |                    |                    |                    |  |  |            |            |            |  |

Legenda
- * Vincitore Division
- "Grassetto" Vincitore serie
- "Corsivo" Squadra con fattore campo

## Eastern Division

### Semifinali

#### (2) Cincinnati Royals - (3) Philadelphia 76ers
RISULTATO FINALE: 3-2
| Arbitri: | Willie Smith Sid Borgia |

|                 |          |                      |
| O. Robertson 31 | Punti    | H. Greer, R. Kerr 21 |
| O. Robertson 16 | Assist   | P. Neumann 8         |
| J. Lucas 25     | Rimbalzi | R. Kerr 15           |

| Filadelfia 24 marzo 1964 Gara 2                                                                                             | Philadelphia 76ers | 122 – 114 (36-34, 25-32, 29-25, 32-23) referto | Cincinnati Royals | Municipal Auditorium (4.510 spett.) |
| H. Greer 29 Punti O. Robertson 30 H. Greer 7 Assist B. Bockhorn , J. Lucas , O. Robertson 5 R. Kerr 15 Rimbalzi W. Embry 11 |                    |                                                |                   |                                     |
| |                    |                                                |                   |                                     |
| H. Greer 29 | Punti              | O. Robertson 30                                |                   |                                     |
| H. Greer 7 | Assist             | B. Bockhorn, J. Lucas, O. Robertson 5          |                   |                                     |
| R. Kerr 15 | Rimbalzi           | W. Embry 11                                    |                   |                                     |

| Cincinnati 25 marzo 1964 Gara 3                                                                       | Cincinnati Royals | 101 – 89 (26-18, 32-27, 23-19, 20-25) referto | Philadelphia 76ers | Cincinnati Gardens (7.171 spett.) |
| O. Robertson 28 Punti C. Walker 21 O. Robertson 12 Assist H. Greer 5 J. Twyman 21 Rimbalzi R. Kerr 19 |                   |                                               |                    |                                   |
| |                   |                                               |                    |                                   |
| O. Robertson 28                                                                                       | Punti             | C. Walker 21                                  |                    |                                   |
| O. Robertson 12                                                                                       | Assist            | H. Greer 5                                    |                    |                                   |
| J. Twyman 21                                                                                          | Rimbalzi          | R. Kerr 19                                    |                    |                                   |

| Filadelfia 28 marzo 1964 Gara 4                                                                         | Philadelphia 76ers | 129 – 120 (31-28, 29-33, 36-24, 33-35) referto | Cincinnati Royals | Municipal Auditorium (4.255 spett.) |
| H. Greer 22 Punti O. Robertson 31 H. Greer 8 Assist B. Bockhorn 7 B. Warley 15 Rimbalzi O. Robertson 14 |                    |                                                |                   |                                     |
| |                    |                                                |                   |                                     |
| H. Greer 22                                                                                             | Punti              | O. Robertson 31                                |                   |                                     |
| H. Greer 8                                                                                              | Assist             | B. Bockhorn 7                                  |                   |                                     |
| B. Warley 15                                                                                            | Rimbalzi           | O. Robertson 14                                |                   |                                     |

| Cincinnati 29 marzo 1964 Gara 5                                                                    | Cincinnati Royals | 130 – 124 (29-23, 30-36, 35-28, 36-37) referto | Philadelphia 76ers | Cincinnati Gardens (7.913 spett.) |
| O. Robertson 32 Punti R. Kerr 31 O. Robertson 18 Assist H. Greer 6 W. Embry 17 Rimbalzi R. Kerr 11 |                   |                                                |                    |                                   |
| |                   |                                                |                    |                                   |
| O. Robertson 32                                                                                    | Punti             | R. Kerr 31                                     |                    |                                   |
| O. Robertson 18                                                                                    | Assist            | H. Greer 6                                     |                    |                                   |
| W. Embry 17                                                                                        | Rimbalzi          | R. Kerr 11                                     |                    |                                   |

PRECEDENTI IN REGULAR SEASON
| Regular Season 1963-64 | Cincinnati Royals | 9 – 3 | Philadelphia 76ers | Referto 1 - Referto 2 - Referto 3 - Referto 4, Referto 5 - Referto 6, Referto 7 - Referto 8 - Referto 9 - Referto 10 - Referto 11 - Referto 12 |
| Cincinnati Royals 95 Philadelphia 76ers 110 Cincinnati Royals 116 Philadelphia 76ers 132 Cincinnati Royals 130 Cincinnati Royals 126 Philadelphia 76ers 134 Cincinnati Royals 126 Cincinnati Royals 114 Cincinnati Royals 134 Philadelphia 76ers 114 Cincinnati Royals 128 Punti 93 Philadelphia 76ers 125 Cincinnati Royals 126 Philadelphia 76ers 110 Cincinnati Royals 110 Philadelphia 76ers 110 Philadelphia 76ers 111 Cincinnati Royals 114 Philadelphia 76ers 97 Philadelphia 76ers 132 Philadelphia 76ers 117 Cincinnati Royals 111 Philadelphia 76ers |                   | |                    | |
| |                   | |                    | |
| Cincinnati Royals 95 Philadelphia 76ers 110 Cincinnati Royals 116 Philadelphia 76ers 132 Cincinnati Royals 130 Cincinnati Royals 126 Philadelphia 76ers 134 Cincinnati Royals 126 Cincinnati Royals 114 Cincinnati Royals 134 Philadelphia 76ers 114 Cincinnati Royals 128 | Punti             | 93 Philadelphia 76ers 125 Cincinnati Royals 126 Philadelphia 76ers 110 Cincinnati Royals 110 Philadelphia 76ers 110 Philadelphia 76ers 111 Cincinnati Royals 114 Philadelphia 76ers 97 Philadelphia 76ers 132 Philadelphia 76ers 117 Cincinnati Royals 111 Philadelphia 76ers |                    | |

PRECEDENTI NEI PLAYOFF
|  | Cincinnati Royals (1963) | 1 – 0 | Philadelphia 76ers |  |

### Finale

#### (1) Boston Celtics - (2) Cincinnati Royals
RISULTATO FINALE: 4-1
| Boston 31 marzo 1964 Gara 1                                                                                      | Boston Celtics | 103 – 87 (23-21, 26-19, 26-21, 28-26) referto | Cincinnati Royals | Boston Garden (13.909 spett.) |
| S. Jones 27 Punti W. Embry 21 K.C. Jones 9 Assist J. Arnette , O. Robertson 3 B. Russell 31 Rimbalzi W. Embry 16 |                |                                               |                   |                               |
| |                |                                               |                   |                               |
| S. Jones 27 | Punti          | W. Embry 21                                   |                   |                               |
| K.C. Jones 9 | Assist         | J. Arnette, O. Robertson 3                    |                   |                               |
| B. Russell 31 | Rimbalzi       | W. Embry 16                                   |                   |                               |

| Boston 2 aprile 1964 Gara 2                                                                                    | Boston Celtics | 101 – 90 (29-19, 21-23, 27-22, 24-26) referto | Cincinnati Royals | Boston Garden (13.909 spett.) |
| T. Heinsohn 31 Punti O. Robertson 30 K.C. Jones 8 Assist O. Robertson 9 B. Russell 28 Rimbalzi O. Robertson 12 |                |                                               |                   |                               |
| |                |                                               |                   |                               |
| T. Heinsohn 31                                                                                                 | Punti          | O. Robertson 30                               |                   |                               |
| K.C. Jones 8                                                                                                   | Assist         | O. Robertson 9                                |                   |                               |
| B. Russell 28                                                                                                  | Rimbalzi       | O. Robertson 12                               |                   |                               |

| Cincinnati 5 aprile 1964 Gara 3                                                                       | Cincinnati Royals | 92 – 102 (21-25, 16-30, 27-26, 28-21) referto | Boston Celtics | Cincinnati Gardens (11.850 spett.) |
| O. Robertson 34 Punti B. Russell 22 J. Lucas 6 Assist K.C. Jones 6 J. Lucas 24 Rimbalzi B. Russell 28 |                   |                                               |                |                                    |
| |                   |                                               |                |                                    |
| O. Robertson 34                                                                                       | Punti             | B. Russell 22                                 |                |                                    |
| J. Lucas 6                                                                                            | Assist            | K.C. Jones 6                                  |                |                                    |
| J. Lucas 24                                                                                           | Rimbalzi          | B. Russell 28                                 |                |                                    |

| Cincinnati 7 aprile 1964 Gara 4                                                                      | Cincinnati Royals | 102 – 93 (25-25, 21-24, 29-23, 27-21) referto | Boston Celtics | Cincinnati Gardens |
| O. Robertson 33 Punti S. Jones 33 J. Lucas 10 Assist K.C. Jones 5 J. Lucas 25 Rimbalzi B. Russell 24 |                   |                                               |                |                    |
| |                   |                                               |                |                    |
| O. Robertson 33                                                                                      | Punti             | S. Jones 33                                   |                |                    |
| J. Lucas 10                                                                                          | Assist            | K.C. Jones 5                                  |                |                    |
| J. Lucas 25                                                                                          | Rimbalzi          | B. Russell 24                                 |                |                    |

| Boston 9 aprile 1964 Gara 5                                                                                          | Boston Celtics | 109 – 95 (33-19, 26-22, 26-21, 24-33) referto | Cincinnati Royals | Boston Garden (13.909 spett.) |
| S. Jones 23 Punti O. Robertson 24 B. Russell , K.C. Jones 7 Assist O. Robertson 6 B. Russell 35 Rimbalzi W. Embry 10 |                |                                               |                   |                               |
| |                |                                               |                   |                               |
| S. Jones 23 | Punti          | O. Robertson 24                               |                   |                               |
| B. Russell, K.C. Jones 7                                                                                             | Assist         | O. Robertson 6                                |                   |                               |
| B. Russell 35 | Rimbalzi       | W. Embry 10                                   |                   |                               |

PRECEDENTI IN REGULAR SEASON
| Regular Season 1963-64 | Boston Celtics | 5 – 7 | Cincinnati Royals | Referto 1 - Referto 2 - Referto 3 - Referto 4, Referto 5 - Referto 6, Referto 7 - Referto 8 - Referto 9 - Referto 10 - Referto 11 - Referto 12 |
| Cincinnati Royals 92 Boston Celtics 139 Cincinnati Royals 116 Cincinnati Royals 118 Boston Celtics 112 Boston Celtics 105 Cincinnati Royals 91 Boston Celtics 109 Cincinnati Royals 109 Boston Celtics 117 Boston Celtics 112 Cincinnati Royals 111 Punti 93 Boston Celtics 121 Cincinnati Royals 115 Boston Celtics 108 Boston Celtics 107 Cincinnati Royals 108 Cincinnati Royals 87 Boston Celtics 92 Cincinnati Royals 92 Boston Celtics 119 Cincinnati Royals (1 t.s.) 108 Cincinnati Royals 101 Boston Celtics |                | |                   | |
| |                | |                   | |
| Cincinnati Royals 92 Boston Celtics 139 Cincinnati Royals 116 Cincinnati Royals 118 Boston Celtics 112 Boston Celtics 105 Cincinnati Royals 91 Boston Celtics 109 Cincinnati Royals 109 Boston Celtics 117 Boston Celtics 112 Cincinnati Royals 111 | Punti          | 93 Boston Celtics 121 Cincinnati Royals 115 Boston Celtics 108 Boston Celtics 107 Cincinnati Royals 108 Cincinnati Royals 87 Boston Celtics 92 Cincinnati Royals 92 Boston Celtics 119 Cincinnati Royals (1 t.s.) 108 Cincinnati Royals 101 Boston Celtics |                   | |

PRECEDENTI NEI PLAYOFF
|  | Boston Celtics (1963) | 1 – 0 | Cincinnati Royals |  |

## Western Division

### Semifinali

#### (2) St. Louis Hawks - (3) Los Angeles Lakers
RISULTATO FINALE: 3-2
| Saint Louis 21 marzo 1964 Gara 1                                                                            | St. Louis Hawks | 115 – 104 (32-23, 25-35, 29-29, 29-17) referto | L.A. Lakers | Kiel Auditorium (7.214 spett.) |
| C. Hagan 27 Punti J. West 35 C. Hagan , L. Wilkens 7 Assist D. Barnett 5 B. Pettit 22 Rimbalzi E. Baylor 15 |                 |                                                |             |                                |
| |                 |                                                |             |                                |
| C. Hagan 27                                                                                                 | Punti           | J. West 35                                     |             |                                |
| C. Hagan, L. Wilkens 7                                                                                      | Assist          | D. Barnett 5                                   |             |                                |
| B. Pettit 22                                                                                                | Rimbalzi        | E. Baylor 15                                   |             |                                |

| Saint Louis 22 marzo 1964 Gara 2                                                              | St. Louis Hawks | 106 – 90 (21-22, 27-19, 24-26, 34-23) referto | L.A. Lakers | Kiel Auditorium (7.014 spett.) |
| R. Guerin 22 Punti E. Baylor 20 C. Hagan 6 Assist J. King 4 B. Pettit 18 Rimbalzi L. Ellis 18 |                 |                                               |             |                                |
|                                                                                               |                 |                                               |             |                                |
| R. Guerin 22                                                                                  | Punti           | E. Baylor 20                                  |             |                                |
| C. Hagan 6                                                                                    | Assist          | J. King 4                                     |             |                                |
| B. Pettit 18                                                                                  | Rimbalzi        | L. Ellis 18                                   |             |                                |

| Los Angeles 25 marzo 1964 Gara 3                                                                | L.A. Lakers | 107 – 105 (33-22, 26-27, 24-29, 24-27) referto | St. Louis Hawks | Los Angeles Memorial Sports Arena (11.728 spett.) |
| J. West 39 Punti B. Pettit 23 E. Baylor 11 Assist C. Hagan 5 E. Baylor 16 Rimbalzi B. Pettit 10 |             |                                                |                 |                                                   |
|                                                                                                 |             |                                                |                 |                                                   |
| J. West 39                                                                                      | Punti       | B. Pettit 23                                   |                 |                                                   |
| E. Baylor 11                                                                                    | Assist      | C. Hagan 5                                     |                 |                                                   |
| E. Baylor 16                                                                                    | Rimbalzi    | B. Pettit 10                                   |                 |                                                   |

| Los Angeles 28 marzo 1964 Gara 4                                                                 | L.A. Lakers | 97 – 88 (23-23, 18-26, 34-18, 22-21) referto | St. Louis Hawks | Los Angeles Memorial Sports Arena (13.862 spett.) |
| J. West 39 Punti B. Pettit 23 E. Baylor 10 Assist L. Wilkens 7 L. Ellis 11 Rimbalzi B. Pettit 12 |             |                                              |                 |                                                   |
|                                                                                                  |             |                                              |                 |                                                   |
| J. West 39                                                                                       | Punti       | B. Pettit 23                                 |                 |                                                   |
| E. Baylor 10                                                                                     | Assist      | L. Wilkens 7                                 |                 |                                                   |
| L. Ellis 11                                                                                      | Rimbalzi    | B. Pettit 12                                 |                 |                                                   |

| Saint Louis 30 marzo 1964 Gara 5                                                                               | St. Louis Hawks | 121 – 108 (34-25, 22-31, 31-19, 34-33) referto | L.A. Lakers | Kiel Auditorium (9.574 spett.) |
| L. Wilkens 30 Punti E. Baylor 28 C. Hagan , R. Guerin 6 Assist D. Barnett 4 B. Pettit 20 Rimbalzi E. Baylor 11 |                 |                                                |             |                                |
| |                 |                                                |             |                                |
| L. Wilkens 30                                                                                                  | Punti           | E. Baylor 28                                   |             |                                |
| C. Hagan, R. Guerin 6                                                                                          | Assist          | D. Barnett 4                                   |             |                                |
| B. Pettit 20                                                                                                   | Rimbalzi        | E. Baylor 11                                   |             |                                |

PRECEDENTI IN REGULAR SEASON
| Regular Season 1963-64 | St. Louis Hawks | 7 – 5 | L.A. Lakers | Referto 1 - Referto 2 - Referto 3 - Referto 4, Referto 5 - Referto 6, Referto 7 - Referto 8 - Referto 9 - Referto 10 - Referto 11 - Referto 12 |
| St. Louis Hawks 117 Los Angeles Lakers 112 Los Angeles Lakers 111 St. Louis Hawks 96 Los Angeles Lakers 95 Los Angeles Lakers 132 St. Louis Hawks 109 St. Louis Hawks 113 St. Louis Hawks 107 (1 t.s.) St. Louis Hawks 115 Los Angeles Lakers 114 Los Angeles Lakers 105 Punti 108 Los Angeles Lakers 117 St. Louis Hawks 99 St. Louis Hawks 97 Los Angeles Lakers 102 St. Louis Hawks 119 St. Louis Hawks 111 Los Angeles Lakers 96 Los Angeles Lakers 105 Los Angeles Lakers 114 Los Angeles Lakers 91 St. Louis Hawks 110 St. Louis Hawks |                 | |             | |
| |                 | |             | |
| St. Louis Hawks 117 Los Angeles Lakers 112 Los Angeles Lakers 111 St. Louis Hawks 96 Los Angeles Lakers 95 Los Angeles Lakers 132 St. Louis Hawks 109 St. Louis Hawks 113 St. Louis Hawks 107 (1 t.s.) St. Louis Hawks 115 Los Angeles Lakers 114 Los Angeles Lakers 105 | Punti           | 108 Los Angeles Lakers 117 St. Louis Hawks 99 St. Louis Hawks 97 Los Angeles Lakers 102 St. Louis Hawks 119 St. Louis Hawks 111 Los Angeles Lakers 96 Los Angeles Lakers 105 Los Angeles Lakers 114 Los Angeles Lakers 91 St. Louis Hawks 110 St. Louis Hawks |             | |

PRECEDENTI NEI PLAYOFF
|  | St. Louis Hawks (1956, 1957, 1960, 1961) | 4 – 2 | L.A. Lakers (1959, 1963) |  |

### Finale

#### (1) San Francisco Warriors - (2) St. Louis Hawks
RISULTATO FINALE: 4-3
| Daly City 1 aprile 1964 Gara 1                                                                                 | S.F. Warriors | 111 – 116 (25-24, 32-15, 22-25, 29-32) referto | St. Louis Hawks | Cow Palace (5.231 spett.) |
| W. Chamberlain 37 Punti R. Guerin 32 G. Rodgers 11 Assist R. Guerin 7 W. Chamberlain 22 Rimbalzi B. Bridges 12 |               |                                                |                 |                           |
| |               |                                                |                 |                           |
| W. Chamberlain 37                                                                                              | Punti         | R. Guerin 32                                   |                 |                           |
| G. Rodgers 11                                                                                                  | Assist        | R. Guerin 7                                    |                 |                           |
| W. Chamberlain 22                                                                                              | Rimbalzi      | B. Bridges 12                                  |                 |                           |

| Daly City 3 aprile 1964 Gara 2                                                                                             | S.F. Warriors | 120 – 85 (28-23, 34-21, 28-18, 30-23) referto | St. Louis Hawks | Cow Palace (9.063 spett.) |
| W. Chamberlain 28 Punti R. Guerin 23 G. Rodgers 8 Assist B. Bridges , L. Wilkens 5 W. Chamberlain 27 Rimbalzi B. Pettit 15 |               |                                               |                 |                           |
| |               |                                               |                 |                           |
| W. Chamberlain 28 | Punti         | R. Guerin 23                                  |                 |                           |
| G. Rodgers 8 | Assist        | B. Bridges, L. Wilkens 5                      |                 |                           |
| W. Chamberlain 27 | Rimbalzi      | B. Pettit 15                                  |                 |                           |

| Saint Louis 5 aprile 1964 Gara 3 | St. Louis Hawks | 113 – 109 (29-28, 33-31, 23-25, 28-25) referto | S.F. Warriors | Kiel Auditorium (10.163 spett.) |
| B. Pettit 26 Punti W. Chamberlain 46 B. Bridges , L. Wilkens 5 Assist G. Rodgers , G. Phillips 4 B. Pettit 16 Rimbalzi W. Chamberlain 23 |                 |                                                |               |                                 |
| |                 |                                                |               |                                 |
| B. Pettit 26 | Punti           | W. Chamberlain 46                              |               |                                 |
| B. Bridges, L. Wilkens 5 | Assist          | G. Rodgers, G. Phillips 4                      |               |                                 |
| B. Pettit 16 | Rimbalzi        | W. Chamberlain 23                              |               |                                 |

| Saint Louis 8 aprile 1964 Gara 4                                                                               | St. Louis Hawks | 109 – 111 (30-28, 24-28, 28-27, 27-28) referto | S.F. Warriors | Kiel Auditorium (10.118 spett.) |
| B. Pettit 29 Punti W. Chamberlain 36 L. Wilkens 14 Assist G. Rodgers 8 B. Pettit 15 Rimbalzi W. Chamberlain 23 |                 |                                                |               |                                 |
| |                 |                                                |               |                                 |
| B. Pettit 29                                                                                                   | Punti           | W. Chamberlain 36                              |               |                                 |
| L. Wilkens 14                                                                                                  | Assist          | G. Rodgers 8                                   |               |                                 |
| B. Pettit 15                                                                                                   | Rimbalzi        | W. Chamberlain 23                              |               |                                 |

| Daly City 10 aprile 1964 Gara 5 | S.F. Warriors | 121 – 97 (36-21, 22-28, 29-21, 34-27) referto | St. Louis Hawks | Cow Palace (10.628 spett.) |
| W. Chamberlain 50 Punti B. Pettit 19 G. Rodgers 12 Assist R. Guerin , C. Hagan , B. Bridges , C. Vaughn 3 W. Chamberlain , N. Thurmond 15 Rimbalzi B. Pettit 11 |               |                                               |                 |                            |
| |               |                                               |                 |                            |
| W. Chamberlain 50 | Punti         | B. Pettit 19                                  |                 |                            |
| G. Rodgers 12 | Assist        | R. Guerin, C. Hagan, B. Bridges, C. Vaughn 3  |                 |                            |
| W. Chamberlain, N. Thurmond 15 | Rimbalzi      | B. Pettit 11                                  |                 |                            |

| Saint Louis 12 aprile 1964 Gara 6                                                                           | St. Louis Hawks | 123 – 95 (28-16, 31-17, 34-36, 30-26) referto | S.F. Warriors | Kiel Auditorium (8.967 spett.) |
| B. Pettit 21 Punti W. Chamberlain 34 C. Hagan 9 Assist G. Rodgers 7 B. Pettit 13 Rimbalzi W. Chamberlain 24 |                 |                                               |               |                                |
| |                 |                                               |               |                                |
| B. Pettit 21                                                                                                | Punti           | W. Chamberlain 34                             |               |                                |
| C. Hagan 9                                                                                                  | Assist          | G. Rodgers 7                                  |               |                                |
| B. Pettit 13                                                                                                | Rimbalzi        | W. Chamberlain 24                             |               |                                |

| Daly City 16 aprile 1964 Gara 7                                                                             | S.F. Warriors | 105 – 95 (32-33, 21-19, 23-25, 29-18) referto | St. Louis Hawks | Cow Palace (8.923 spett.) |
| W. Chamberlain 39 Punti B. Pettit 24 G. Rodgers 8 Assist C. Hagan 5 W. Chamberlain 30 Rimbalzi B. Pettit 14 |               |                                               |                 |                           |
| |               |                                               |                 |                           |
| W. Chamberlain 39                                                                                           | Punti         | B. Pettit 24                                  |                 |                           |
| G. Rodgers 8                                                                                                | Assist        | C. Hagan 5                                    |                 |                           |
| W. Chamberlain 30                                                                                           | Rimbalzi      | B. Pettit 14                                  |                 |                           |

PRECEDENTI IN REGULAR SEASON
| Regular Season 1963-64 | S.F. Warriors | 6 – 6 | St. Louis Hawks | Referto 1 - Referto 2 - Referto 3 - Referto 4, Referto 5 - Referto 6, Referto 7 - Referto 8 - Referto 9 - Referto 10 - Referto 11 - Referto 12 |
| St. Louis Hawks 95 St. Louis Hawks 117 San Francisco Warriors 129 St. Louis Hawks 105 San Francisco Warriors 110 San Francisco Warriors 104 San Francisco Warriors 106 St. Louis Hawks 97 St. Louis Hawks 116 St. Louis Hawks 97 San Francisco Warriors 102 San Francisco Warriors 102 Punti 99 San Francisco Warriors 105 San Francisco Warriors 96 St. Louis Hawks 83 San Francisco Warriors 106 St. Louis Hawks 96 St. Louis Hawks 111 St. Louis Hawks 103 San Francisco Warriors 111 San Francisco Warriors 107 San Francisco Warriors 111 St. Louis Hawks 104 St. Louis Hawks |               | |                 | |
| |               | |                 | |
| St. Louis Hawks 95 St. Louis Hawks 117 San Francisco Warriors 129 St. Louis Hawks 105 San Francisco Warriors 110 San Francisco Warriors 104 San Francisco Warriors 106 St. Louis Hawks 97 St. Louis Hawks 116 St. Louis Hawks 97 San Francisco Warriors 102 San Francisco Warriors 102 | Punti         | 99 San Francisco Warriors 105 San Francisco Warriors 96 St. Louis Hawks 83 San Francisco Warriors 106 St. Louis Hawks 96 St. Louis Hawks 111 St. Louis Hawks 103 San Francisco Warriors 111 San Francisco Warriors 107 San Francisco Warriors 111 St. Louis Hawks 104 St. Louis Hawks |                 | |

PRECEDENTI NEI PLAYOFF

Si è trattata della prima sfida tra le due squadre ai playoff.

## NBA Finals 1964

### Boston Celtics - San Francisco Warriors
RISULTATO FINALE
|  | Boston Celtics | 4 – 1 | S.F. Warriors |  |

PRECEDENTI IN REGULAR SEASON
| Regular Season 1963-64 | Boston Celtics | 5 – 3 | S.F. Warriors | Referto 1 - Referto 2 - Referto 3 - Referto 4, Referto 5 - Referto 6, Referto 7 - Referto 8 |
| Boston Celtics 109 San Francisco Warriors 101 San Francisco Warriors 92 Boston Celtics 108 Boston Celtics 92 San Francisco Warriors 106 San Francisco Warriors 87 Boston Celtics 107 Punti 96 San Francisco Warriors 111 Boston Celtics 89 Boston Celtics 105 San Francisco Warriors 100 San Francisco Warriors 95 Boston Celtics 96 Boston Celtics 92 San Francisco Warriors |                | |               |                                                                                             |
| |                | |               |                                                                                             |
| Boston Celtics 109 San Francisco Warriors 101 San Francisco Warriors 92 Boston Celtics 108 Boston Celtics 92 San Francisco Warriors 106 San Francisco Warriors 87 Boston Celtics 107 | Punti          | 96 San Francisco Warriors 111 Boston Celtics 89 Boston Celtics 105 San Francisco Warriors 100 San Francisco Warriors 95 Boston Celtics 96 Boston Celtics 92 San Francisco Warriors |               |                                                                                             |

PRECEDENTI NEI PLAYOFF
|  | Boston Celtics (1958, 1960, 1962) | 3 – 0 | S.F. Warriors |  |

#### Roster
| \| Pos. \| Num. \| Naz. \| Nome \| Altezza \| Peso \| Data nascita \| Provenienza \| \| ---- \| ---- \| ---- \| ----------------- \| ------- \| ------ \| ------------ \| ---------------------- \| \| G/AP \| 17 \| \| Havlicek, John \| 196 cm \| 92 kg \| 08-04-1940 \| Ohio State \| \| AG \| 15 \| \| Heinsohn, Tom \| 201 cm \| 99 kg \| 26-08-1934 \| Holy Cross \| \| P \| 25 \| \| Jones, K.C. \| 185 cm \| 91 kg \| 25-05-1932 \| San Francisco \| \| G/AP \| 24 \| \| Jones, Sam \| 193 cm \| 90 kg \| 24-06-1933 \| North Carolina Central \| \| A \| 18 \| \| Loscutoff, Jim \| 196 cm \| 100 kg \| 04-02-1930 \| Oregon \| \| A/C \| 34 \| \| Lovellette, Clyde \| 206 cm \| 106 kg \| 07-09-1929 \| Kansas \| \| P \| 21 \| \| McCarthy, Johnny \| 185 cm \| 84 kg \| 25-04-1934 \| Canisius \| \| A/C \| 12 \| \| Naulls, Willie \| 198 cm \| 102 kg \| 07-10-1934 \| UCLA \| \| G/AP \| 23 \| \| Ramsey, Frank \| 191 cm \| 86 kg \| 13-07-1931 \| Kentucky \| \| C \| 6 \| \| Russell, Bill \| 206 cm \| 98 kg \| 12-02-1934 \| San Francisco \| \| A \| 16 \| \| Sanders, Satch \| 198 cm \| 95 kg \| 08-11-1938 \| New York \| \| G \| 20 \| \| Siegfried, Larry \| 191 cm \| 86 kg \| 22-05-1939 \| Ohio State \| | Allenatore - Red Auerbach Assistente/i - Buddy LeRoux Legenda - (C) Capitano - (FA) Free agent - (S) Sospeso - (TW) Contratto Two-way - (GL) Assegnato a squadra G League affiliata - Infortunato Roster • Transazioni · Ultima transazione: 4 maggio 1964 |                        |                   |         |        |              |                        |
| Pos. | Num. | Naz.                   | Nome              | Altezza | Peso   | Data nascita | Provenienza            |
| G/AP | 17 | Stati Uniti (bandiera) | Havlicek, John    | 196 cm  | 92 kg  | 08-04-1940   | Ohio State             |
| AG | 15 | Stati Uniti (bandiera) | Heinsohn, Tom     | 201 cm  | 99 kg  | 26-08-1934   | Holy Cross             |
| P | 25 | Stati Uniti (bandiera) | Jones, K.C.       | 185 cm  | 91 kg  | 25-05-1932   | San Francisco          |
| G/AP | 24 | Stati Uniti (bandiera) | Jones, Sam        | 193 cm  | 90 kg  | 24-06-1933   | North Carolina Central |
| A | 18 | Stati Uniti (bandiera) | Loscutoff, Jim    | 196 cm  | 100 kg | 04-02-1930   | Oregon                 |
| A/C | 34 | Stati Uniti (bandiera) | Lovellette, Clyde | 206 cm  | 106 kg | 07-09-1929   | Kansas                 |
| P | 21 | Stati Uniti (bandiera) | McCarthy, Johnny  | 185 cm  | 84 kg  | 25-04-1934   | Canisius               |
| A/C | 12 | Stati Uniti (bandiera) | Naulls, Willie    | 198 cm  | 102 kg | 07-10-1934   | UCLA                   |
| G/AP | 23 | Stati Uniti (bandiera) | Ramsey, Frank     | 191 cm  | 86 kg  | 13-07-1931   | Kentucky               |
| C | 6 | Stati Uniti (bandiera) | Russell, Bill     | 206 cm  | 98 kg  | 12-02-1934   | San Francisco          |
| A | 16 | Stati Uniti (bandiera) | Sanders, Satch    | 198 cm  | 95 kg  | 08-11-1938   | New York               |
| G | 20 | Stati Uniti (bandiera) | Siegfried, Larry  | 191 cm  | 86 kg  | 22-05-1939   | Ohio State             |

| \| Pos. \| Num. \| Naz. \| Nome \| Altezza \| Peso \| Data nascita \| Provenienza \| \| ---- \| ---- \| ---- \| ----------------- \| ------- \| ------ \| ------------ \| ------------------ \| \| P \| 16 \| \| Attles, Al \| 183 cm \| 79 kg \| 07-11-1936 \| North Carolina A&T \| \| C \| 13 \| \| Chamberlain, Wilt \| 216 cm \| 125 kg \| 21-08-1936 \| Kansas \| \| AG \| 55 \| \| Hightower, Wayne \| 203 cm \| 87 kg \| 14-01-1940 \| Kansas \| \| G \| 12 \| \| Hill, Gary \| 193 cm \| 84 kg \| 17-10-1941 \| Oklahoma City \| \| AP \| 9 \| \| Lee, George \| 193 cm \| 91 kg \| 23-11-1936 \| Michigan \| \| AP \| 14 \| \| Meschery, Tom \| 198 cm \| 98 kg \| 26-10-1938 \| Saint Mary's \| \| G \| 7 \| \| Phillips, Gary \| 191 cm \| 86 kg \| 07-12-1939 \| Houston \| \| P \| 5 \| \| Rodgers, Guy \| 183 cm \| 84 kg \| 01-09-1935 \| Temple \| \| A \| 17 \| \| Sears, Ken \| 206 cm \| 90 kg \| 17-08-1933 \| Santa Clara \| \| A/C \| 42 \| \| Thurmond, Nate \| 211 cm \| 102 kg \| 25-07-1941 \| Bowling Green \| \| AG \| 15 \| \| Windsor, John \| 203 cm \| 98 kg \| 03-04-1940 \| Stanford \| | Allenatore - Alex Hannum Legenda - (C) Capitano - (FA) Free agent - (S) Sospeso - (TW) Contratto Two-way - (GL) Assegnato a squadra G League affiliata - Infortunato Roster • Transazioni · Ultima transazione: 4 maggio 1964 |                        |                   |         |        |              |                    |
| Pos. | Num. | Naz.                   | Nome              | Altezza | Peso   | Data nascita | Provenienza        |
| P | 16 | Stati Uniti (bandiera) | Attles, Al        | 183 cm  | 79 kg  | 07-11-1936   | North Carolina A&T |
| C | 13 | Stati Uniti (bandiera) | Chamberlain, Wilt | 216 cm  | 125 kg | 21-08-1936   | Kansas             |
| AG | 55 | Stati Uniti (bandiera) | Hightower, Wayne  | 203 cm  | 87 kg  | 14-01-1940   | Kansas             |
| G | 12 | Stati Uniti (bandiera) | Hill, Gary        | 193 cm  | 84 kg  | 17-10-1941   | Oklahoma City      |
| AP | 9 | Stati Uniti (bandiera) | Lee, George       | 193 cm  | 91 kg  | 23-11-1936   | Michigan           |
| AP | 14 | Stati Uniti (bandiera) | Meschery, Tom     | 198 cm  | 98 kg  | 26-10-1938   | Saint Mary's       |
| G | 7 | Stati Uniti (bandiera) | Phillips, Gary    | 191 cm  | 86 kg  | 07-12-1939   | Houston            |
| P | 5 | Stati Uniti (bandiera) | Rodgers, Guy      | 183 cm  | 84 kg  | 01-09-1935   | Temple             |
| A | 17 | Stati Uniti (bandiera) | Sears, Ken        | 206 cm  | 90 kg  | 17-08-1933   | Santa Clara        |
| A/C | 42 | Stati Uniti (bandiera) | Thurmond, Nate    | 211 cm  | 102 kg | 25-07-1941   | Bowling Green      |
| AG | 15 | Stati Uniti (bandiera) | Windsor, John     | 203 cm  | 98 kg  | 03-04-1940   | Stanford           |

#### Risultati
| Arbitri: | Earl Strom Richie Powers |

|                                                                                           |            |                                                                                         |
| S. Jones 28                                                                               | Punti      | W. Chamberlain 22                                                                       |
| K.C. Jones 7                                                                              | Assist     | G. Rodgers 8                                                                            |
| B. Russell 25                                                                             | Rimbalzi   | W. Chamberlain 23                                                                       |
| Havlicek, Heinsohn, Jones, Jones, Lovellette, Naulls, Ramsey, Russell, Sanders, Siegfried | Formazioni | Attles, Chamberlain, Hightower, Hill, Lee, Meschery, Phillips, Rodgers, Sears, Thurmond |

| Arbitri: | Mendy Rudolph Norm Drucker |

| |            |                                                                                         |
| S. Jones 31                                                                                         | Punti      | W. Chamberlain 32                                                                       |
| B. Russell 9                                                                                        | Assist     | G. Rodgers, G. Phillips 4                                                               |
| B. Russell 24                                                                                       | Rimbalzi   | W. Chamberlain 25                                                                       |
| Havlicek, Heinsohn, Jones, Jones, Lovellette, McCarthy, Naulls, Ramsey, Russell, Sanders, Siegfried | Formazioni | Attles, Chamberlain, Hightower, Hill, Lee, Meschery, Phillips, Rodgers, Sears, Thurmond |

| Arbitri: | Richie Powers Earl Strom |

|                                                                                         |            |                                                                                           |
| W. Chamberlain 35                                                                       | Punti      | J. Havlicek 22                                                                            |
| G. Rodgers 7                                                                            | Assist     | K.C. Jones 8                                                                              |
| W. Chamberlain 25                                                                       | Rimbalzi   | B. Russell 32                                                                             |
| Attles, Chamberlain, Hightower, Hill, Lee, Meschery, Phillips, Rodgers, Sears, Thurmond | Formazioni | Havlicek, Heinsohn, Jones, Jones, Lovellette, Naulls, Ramsey, Russell, Sanders, Siegfried |

| Arbitri: | Mendy Rudolph Norm Drucker |

|                                                                            |            |                                                                     |
| W. Chamberlain 27                                                          | Punti      | T. Heinsohn 25                                                      |
| G. Rodgers 6                                                               | Assist     | K.C. Jones 5                                                        |
| W. Chamberlain 38                                                          | Rimbalzi   | B. Russell 19                                                       |
| Attles, Chamberlain, Hightower, Lee, Meschery, Phillips, Rodgers, Thurmond | Formazioni | Havlicek, Heinsohn, Jones, Jones, Naulls, Ramsey, Russell, Sanders, |

| Arbitri: | Richie Powers Earl Strom |

|                                                                    |            |                                                                        |
| T. Heinsohn 19                                                     | Punti      | W. Chamberlain 30                                                      |
| B. Russell 6                                                       | Assist     | G. Rodgers 7                                                           |
| B. Russell 26                                                      | Rimbalzi   | W. Chamberlain 27                                                      |
| Havlicek, Heinsohn, Jones, Jones, Naulls, Ramsey, Russell, Sanders | Formazioni | Attles, Chamberlain, Hightower, Hill, Lee, Meschery, Rodgers, Thurmond |

| Campione NBA 1964        |
| ------------------------ |
| Boston Celtics 7º titolo |

#### Hall of famer
| NBA Finals | Atleta           | Squadra        | Anno      |                      |
| ---------- | ---------------- | -------------- | --------- | -------------------- |
| Giocatore  | John Havlicek    | Boston Celtics | 1984      | Giocatore            |
| Giocatore  | Tom Heinsohn     | Boston Celtics | 1986 2015 | Giocatore Allenatore |
| Giocatore  | K.C. Jones       | Boston Celtics | 1989      | Giocatore            |
| Giocatore  | Sam Jones        | Boston Celtics | 1984      | Giocatore            |
| Giocatore  | Clyde Lovellette | Boston Celtics | 1988      | Giocatore            |
| Giocatore  | Frank Ramsey     | Boston Celtics | 1982      | Giocatore            |
| Giocatore  | Bill Russell     | Boston Celtics | 1975 2021 | Giocatore Allenatore |
| Giocatore  | Satch Sanders    | Boston Celtics | 2011      | Contributore         |
| Allenatore | Red Auerbach     | Boston Celtics | 1969      | Allenatore           |
| Giocatore  | Al Attles        | S.F. Warriors  | 2019      | Contributore         |
| Giocatore  | Wilt Chamberlain | S.F. Warriors  | 1979      | Giocatore            |
| Giocatore  | Guy Rodgers      | S.F. Warriors  | 2014      | Giocatore            |
| Giocatore  | Nate Thurmond    | S.F. Warriors  | 1985      | Giocatore            |
| Allenatore | Alex Hannum      | S.F. Warriors  | 1998      | Allenatore           |

## Squadra vincitrice
| N° | Naz.                   | Ruolo | Sportivo         |  | Alt. |  |
| -- | ---------------------- | ----- | ---------------- |  | ---- |  |
| 4  | Stati Uniti (bandiera) | AG    | Clyde Lovellette |  | 206  |  |
| 6  | Stati Uniti (bandiera) | C     | Bill Russell     |  | 208  |  |
| 12 | Stati Uniti (bandiera) | AG    | Willie Naulls    |  | 198  |  |
| 15 | Stati Uniti (bandiera) | AG    | Tom Heinsohn     |  | 201  |  |
| 16 | Stati Uniti (bandiera) | AP    | Satch Sanders    |  | 198  |  |
| 17 | Stati Uniti (bandiera) | AP    | John Havlicek    |  | 196  |  |
| 18 | Stati Uniti (bandiera) | AP    | Jim Loscutoff    |  | 196  |  |
| 20 | Stati Uniti (bandiera) | G     | Larry Siegfried  |  | 189  |  |
| 21 | Stati Uniti (bandiera) | P     | Johnny McCarthy  |  | 183  |  |
| 23 | Stati Uniti (bandiera) | G     | Frank Ramsey     |  | 191  |  |
| 24 | Stati Uniti (bandiera) | G     | Sam Jones        |  | 193  |  |
| 25 | Stati Uniti (bandiera) | G     | K.C. Jones       |  | 185  |  |
|    | Stati Uniti (bandiera) | All.  | Red Auerbach     |  |      |  |

## Statistiche
Aggiornate al 23 agosto 2021.
| Categoria | Singola prestazione | Singola prestazione | Singola prestazione | Media            | Media             | Media | Media |
| Categoria | Giocatore           | Squadra             | Max                 | Giocatore        | Squadra           | Media | PG    |
| --------- | ------------------- | ------------------- | ------------------- | ---------------- | ----------------- | ----- | ----- |
| Punti     | Wilt Chamberlain    | S.F. Warriors       | 50                  | Wilt Chamberlain | S.F. Warriors     | 34,7  | 12    |
| Rimbalzi  | Wilt Chamberlain    | S.F. Warriors       | 38                  | Bill Russell     | Boston Celtics    | 27,2  | 13    |
| Assist    | Oscar Robertson     | Cincinnati Royals   | 18                  | Oscar Robertson  | Cincinnati Royals | 8,4   | 10    |